# Billy Graham (wrestler)
Eldridge Wayne Coleman Jr. (7. června 1943 Phoenix – 17. května 2023 Phoenix), známější pod přezdívkou „Superstar“ Billy Graham, byl americký profesionální wrestler.
Proslavil se díky svému působení ve společnosti World Wrestling Entertainment, kde byl v letech 1977 až 1978 šampion těžké váhy. Byl oceňovaným kulturistou, trenérem a blízkým přítelem Arnolda Schwarzeneggera. Známý byl jeho způsob vedení rozhovoru, který připomínal styl boxera Muhammada Aliho. Populární byl i díky aspektům jeho fyzičky v profesionálním wrestlingu[ujasnit] a jeho charismatickému stylu vystupování.

## Osobní život
V roce 1978 se oženil s Valerií Belkasovou. Nikdy spolu nemohli mít děti. Měl dvě děti z předchozího manželství. Dcera Capella se narodila 8. června 1972 a syn Joey se narodil 18. března 1975. Joeyho kmotrem byl wrestler Dusty Rhodes.

## Zdravotní problémy a smrt
Nakazil se hepatitidou typu C a v roce 2002 podstoupil transplantaci jater. V době transplantace trpěl cirhózou jater. V květnu 2006 byl znovu hospitalizován kvůli střevní neprůchodnosti po dřívější operaci.
V průběhu let se problémy s játry opakovaly a několikrát musel být hospitalizován. V červnu 2022 mu byly amputovány palce na nohou.
V lednu 2023 byl hospitalizován v důsledku infekce ucha a lebky, kvůli níž ohluchl. V dubnu se jeho stav zhoršil, výrazně zhubl a zkomplikovaly se jeho předešlé problémy. Zemřel 17. května 2023 na sepsi a selhání několika orgánů. Bylo mu 79 let.

## Úspěchy a ocenění
- 50th State Big Time Wrestling
  - NWA Hawaii Heavyweight Championship (1x)
- Championship Wrestling from Florida
  - NWA Florida Heavyweight Championship (2x)
  - NWA Florida Tag Team Championship (1x)
  - NWA Southern Heavyweight Championship (1x)
- Continental Wrestling Association
  - CWA World Heavyweight Championship (1x)
- International Pro Wrestling
  - IWA World Heavyweight Championship (1x)
- NWA Big Time Wrestling
  - NWA Brass Knuckles Championship (4x)
- NWA San Francisco
  - NWA World Tag Team Championship (1x)
- Pro Wrestling Illustrated
  - Most Hated Wrestler of the Year (1973)
  - Match of the Year (1977) vs. Bruno Sammartino on April 30
  - Match of the Year (1978) vs. Bob Backlund on February 20
  - Ranked No. 277 of the top 500 singles wrestlers of the "PWI Years" in 2003
- Pro Wrestling This Week
  - Wrestler of the Week (1987)
- Professional Wrestling Hall of Fame and Museum
  - (2009)
- World (Wide) Wrestling Federation / Entertainment
  - WWWF Heavyweight Championship (1x)
  - WWE Hall of Fame (2004)
  - Slammy Award (1x)
    - Hulk Hogan Real American Award (1987)
- Wrestling Observer Newsletter
  - Most Washed Up Wrestler (1982)
  - Best Pro Wrestling Book (2006)
  - Wrestling Observer Newsletter Hall of Fame (1996)